# Fantoche
Unter dem Namen Fantoche (ausgesprochen Fantosch) findet in Baden (Schweiz) alljährlich ein Filmfestival für Animationsfilme mit internationaler Beteiligung statt.
Das erste Fantoche fand 1995 statt mit der Idee, die Schweizer Kulturlandschaft mit einem Trickfilmfestival von internationaler Ausstrahlung zu bereichern. Inzwischen entwickelte sich das Festival tatsächlich zu einem branchenübergreifenden Treffpunkt für visuelle Medien.
In vier Kinos werden verschiedenste Arten von Animationsfilmen gezeigt. Die meisten sind Kurzfilme, es werden aber auch abendfüllende Filme gezeigt. Dabei werden verschiedene thematische Schwerpunkte gesetzt wie die Schweizer Filmszene, Kinderfilme, Historisches, Asien, USA etc.
Das Wettbewerbsprogramm soll die künstlerischen Grenzen des Animationsfilms ausloten und weiter vorantreiben.

## Preisträger
2005 wurden insgesamt 23'000 Franken an Preisgeldern ausgeschrieben in den folgenden Kategorien:
- High Risk – Gewinner Craig Welch (CA) für Welcome To Kentucky
- Hot Talent – Gewinner Takashi Kimura (JP) für Striking Daughter
- Best Visual – Gewinner JJ Villard (US) für Son of Satan
- Best Sound – Gewinner Dmitrij Geller (RU) für Little Night Symphony
- Best Idea/Best Script – Gewinner Arash Riahi (AT) für Mississippi
- Publikumspreis – Gewinner Laura Neuvonen (FI) für The last Knit und Ivan Maksimov (RU) für The Wind Along the Coast
- Minimotion – Gewinner Jean-Claude Campell (CH) für Metamorpho

2007 haben zwei russische Filme die hochdotiertesten Jurypreise gewonnen, was gemäss der Jury „auf den besonders innovativen Charakter des russischen Animationsfilms hinweist“. Den mit 10'000 Franken dotierten Hauptpreis erhielt der Animationsfilm „Foolish Girl“ der russischen Künstlerin Zoija Kirejewa „für die Zelebrierung einer komischen weiblichen Figur, dem unkonventionellen Drehbuch und sein Einfangen von Universalität mittels kleiner Momente durch wunderschöne Zeichnungen, Emotionen und Gesten“.
Ab 2009 führt das Filmfestival Fantoche neu auch einen Schweizer Wettbewerb mit einem Jurypreis („Best Swiss“) und einem Publikumspreis. Ein Jahr später wird auch der nationale Preis „High Swiss Risk“ vergeben. Zudem werden für Kinderfilme ab 2009 zwei Preise vergeben; einen Jurypreis (bestehend aus einer 5-köpfigen Kinderjury) und einen Kinderpublikumspreis.

## Preisträger seit 2009 nach Kategorie
Internationaler Wettbewerb:
Best Film:
| Jahr | Filmtitel                      | Preisträger                                   | Land und Jahr |
| 2009 | Lucía                          | Cristóbal León, Joaquín Cociña, Niles Atallah | CL 2007       |
| 2010 | In A Pig's Eye                 | Atsushi Wada                                  | JP 2010       |
| 2011 | The External World             | David OReilly                                 | DE 2010       |
| 2012 | Oh Willy …                     | Emma De Swaef, Marc James Roels               | BE/FR/NL 2012 |
| 2013 | Gloria Victoria                | Theodore Ushev                                | CA 2013       |
| 2014 | The Bigger Picture             | Daisy Jacobs                                  | GB 2014       |
| 2015 | World of Tomorrow              | Don Hertzfeldt                                | US 2015       |
| 2016 | Before Love                    | Igor Kovalyov                                 | RU 2015       |
| 2017 | The Burden                     | Niki Lindroth von Bahr                        | SE 2017       |
| 2018 | Wildebeest                     | Nicolas Keppens, Matthias Phlips              | BE 2017       |
| 2019 | Daughter                       | Daria Kashcheeva                              | CZ 2019       |
| 2020 | Something to Remember          | Niki Lindroth von Bahr                        | SE 2019       |
| 2021 | The Fourth Wall                | Mahboobeh Kalaee                              | IR 2021       |
| 2022 | Bird in the Peninsula          | Atsushi Wada                                  | FR/JP 2022    |
| 2023 | Un genre de testament          | Stephen Vuillemin                             | FR 2023       |
| 2024 | This Is a Story Without a Plan | Cassie Shao                                   | US 2023       |

Publikumspreis:
| Jahr | Filmtitel            | Preisträger                               | Land und Jahr |
| 2009 | Muto                 | Blu                                       | IT 2008       |
| 2010 | Sinna Mann           | Anita Killi                               | NO 2009       |
| 2011 | Bon voyage           | Fabio Friedli                             | CH 2011       |
| 2012 | Chinti               | Natalia Mirzoyan                          | RU 2012       |
| 2013 | Pandy                | Matúš Vizár                               | SQ/CZ 2013    |
| 2014 | My Own Personal Mose | Leonid Shmelkov                           | RU 2013       |
| 2015 | Changeover           | Mehdi Alibeygi                            | IR 2014       |
| 2016 | Mr Madila            | Rory Waudby-Tolley                        | GB 2015       |
| 2017 | Negative Space       | Max Porter, Ru Kuwahata                   | FR 2017       |
| 2018 | Enough               | Anna Mantzaris                            | GB 2017       |
| 2019 | Sweet Night          | Lia Bertels                               | BE 2018       |
| 2020 | Ties                 | Dina Velikovskaya                         | RU 2019       |
| 2021 | Affairs of the Art   | Joanna Quinn                              | GB 2020       |
| 2022 | Au revoir Jérôme!    | Adam Sillar, Gabrielle Selnet, Chloé Farr | FR 2022       |
| 2023 | Our Uniform          | Yegane Moghaddam                          | IR 2023       |
| 2024 | Pear Garden          | Shadab Shayegan                           | DE 2024       |

High Risk:
| Jahr | Filmtitel                                        | Preisträger                           | Land und Jahr   |
| 2009 | Please Say Something Ezurbeltzak, una fosa común | David OReilly Izibene Oñederra        | DE 2009 ES 2007 |
| 2010 | Love & Theft                                     | Andreas Hykade                        | DE 2010         |
| 2011 | Two                                              | Steven Subotnick                      | US 2011         |
| 2012 | Kuhina                                           | Joni Männisto                         | FI 2011         |
| 2013 | Futon                                            | Yoriko Mizushiri                      | JP 2012         |
| 2014 | Through the Hawthorn                             | Anna Brenner, Pia Borg, Gemma Burditt | GB 2014         |
| 2015 | Endgame                                          | Phil Mulloy                           | GB 2015         |
| 2016 | Monkey                                           | Jie Shen                              | CN 2015         |
| 2017 | Vilaine fille                                    | Ayce Kartal                           | FR 2017         |
| 2018 | Fest                                             | Nikita Diakur                         | DE 2018         |
| 2019 | Acid Rain                                        | Tomek Popakul                         | PL 2019         |
| 2020 | Freeze Frame                                     | Soetkin Verstegen                     | BE 2019         |
| 2021 | Just a Guy                                       | Shoko Hara                            | DE 2020         |
| 2022 | Epicenter                                        | Heeyoon Hahm                          | KR 2022         |
| 2023 | Our Pain                                         | Shunsaku Hayashi                      | JP 2022         |
| 2024 | HIC SVNT DRACONES                                | Justin Fayard                         | FR 2024         |

New Talent:
| Jahr | Filmtitel                                         | Preisträger     | Land und Jahr |
| 2009 | Noteboek                                          | Evelien Lohbeck | NL 2008       |
| 2010 | Kuchao                                            | Masaki Okuda    | JP 2010       |
| 2011 | Chroniques de la poisse – Pas de peau pour l’ours | Osman Cerfon    | FR 2010       |
| 2012 | Belly                                             | Julia Pott      | GB 2011       |
| 2013 | Ziegenort                                         | Tomasz Popakul  | PL 2013       |
| 2014 | The Wound                                         | Anna Budanova   | RU 2013       |
| 2015 | The Pride of Strathmoor                           | Einar Baldvin   | US 2014       |
| 2016 | Forever                                           | Zhong Su        | CN 2016       |
| 2017 | Ugly                                              | Nikita Diakur   | DE 2017       |
| 2018 | Bloeistraat 11                                    | Nienke Deutz    | BE 2018       |
| 2019 | La plongeuse                                      | Iulia Voitova   | FR 2018       |
| 2020 | Précieux                                          | Paul Mas        | FR 2020       |
| 2021 | Ten, Twenty, Thirty, Forty, Fifty Miles a Day     | Mathieu Georis  | BE 2020       |
| 2022 | Sierra                                            | Sander Joon     | EE 2022       |
| 2023 | Drijf                                             | Levi Stoops     | BE 2023       |
| 2024 | Tabac froid                                       | Arthur Jamain   | FR 2023       |

Best Story (bis 2013 verliehen):
| Jahr | Filmtitel          | Preisträger            | Land und Jahr |
| 2009 | Chainsaw           | Dennis Tupicoff        | AU 2007       |
| 2010 | Divers in the Rain | Olga Pärn, Priit Pärn  | EE 2010       |
| 2011 | Tord och Tord      | Niki Lindroth von Bahr | SE 2010       |
| 2012 | The Great Rabbit   | Atsushi Wada           | FR/JP 2012    |
| 2013 | Pandy              | Matúš Vizár            | SQ/CZ 2013    |

Best Visual:
| Jahr | Filmtitel                                 | Preisträger                               | Land und Jahr |
| 2009 | Madame Tutli-Putli                        | Chris Lavis, Maciek Szczerbowski          | CA 2007       |
| 2010 | Get Real!                                 | Evert de Beijer                           | NL 2010       |
| 2011 | Amar                                      | Isabel Herguera                           | ES 2010       |
| 2012 | What happens when children don't eat soup | Pawel Prewencki                           | PL 2011       |
| 2013 | Bath                                      | Tomeck Ducki                              | PL/GB 2013    |
| 2014 | Wonder                                    | Mirai Mizue                               | JP/FR 2014    |
| 2015 | Erlkönig                                  | Georges Schwizgebel                       | CH 2015       |
| 2016 | Among the Black Waves                     | Anna Budanova                             | RU 2016       |
| 2022 | Au revoir Jérôme!                         | Adam Sillar, Gabrielle Selnet, Chloé Farr | FR 2022       |
| 2024 | Pear Garden                               | Shadab Shayegan                           | DE 2024       |

Best Sound:
| Jahr | Filmtitel                               | Preisträger                | Land und Jahr |
| 2009 | Drux Flux                               | Theodore Ushev             | CA 2008       |
| 2010 | Divers in the Rain                      | Olga Pärn, Priit Pärn      | EE 2010       |
| 2011 | Amar                                    | Isabel Herguera            | ES 2010       |
| 2012 | 663114                                  | Isamu Horabayashi          | JP 2012       |
| 2013 | Sock Skewer Street 8                    | Elli Vuorinen              | FI 2013       |
| 2014 | Snow Hut                                | Yoriko Mizushiri           | JP 2013       |
| 2015 | Rhizome                                 | Boris Labbé                | FR 2015       |
| 2016 | Any Road                                | Boris Labbé, Daniele Ghisi | FR 2016       |
| 2017 | Impossible Figures and Other Stories II | Marta Pajek                | PL 2016       |
| 2018 | Solar Walk                              | Réka Bucsi                 | DK 2018       |
| 2019 | Wild Wolves                             | Chintis Lundgren           | EE/HR/FR 2019 |
| 2020 | Cage Match                              | Bryan Lee                  | US 2019       |
| 2021 | Anxious Body                            | Yoriko Mizushiri           | FR 2021       |
| 2023 | Cyclepaths                              | Anton Cla                  | BE 2023       |

Nationaler Wettbewerb:
Best Swiss:
| Jahr | Filmtitel            | Preisträger                             | Land und Jahr         |
| 2009 | Flowerpots Retouches | Rafael Sommerhalder Georges Schwizgebel | GB/CH 2008 CH/CA 2008 |
| 2010 | Miramare             | Michaela Müller                         | HR/CH 2009            |
| 2011 | Bon voyage           | Fabio Friedli                           | CH 2011               |
| 2012 | La Nuit de l'Ours    | Samuel und Fred Guillaume               | CH 2012               |
| 2013 | Plug & Play          | Michael Frei                            | CH 2013               |
| 2014 | Oh Wal               | Joana Locher                            | CH 2014               |
| 2015 | Erlkönig             | Georges Schwizgebel                     | CH 2015               |
| 2016 | Das Leben ist hart   | Simon Schnellmann                       | DE/CH 2015            |
| 2017 | Airport              | Michaela Müller                         | CH/HR 2017            |
| 2018 | The Cannonball Woman | Albertine Zullo, David Toutevoix        | CH/FR/CA 2017         |
| 2019 | The Flood is Coming  | Gabriel Böhmer                          | GB/CH 2018            |
| 2020 | Aletsch Negative     | Laurence Bonvin                         | CH 2019               |
| 2021 | Ecorce               | Samuel Patthey, Silvain Monney          | CH 2020               |
| 2022 | La reine des renards | Marina Rosset                           | CH 2022               |
| 2023 | Die graue March      | Charlotte Waltert, Alvaro Schoeck       | CH 2023               |
| 2024 | Sans voix            | Samuel Patthey                          | CH 2024               |

Schweizer Publikumspreis:
| Jahr | Filmtitel                 | Preisträger                                                      | Land und Jahr |
| 2009 | Signalis                  | Adrian Flückiger                                                 | CH 2008       |
| 2010 | Heimatland                | Andrea Schneider, Loretta Arnold, Marius Portmann, Fabio Friedli | CH 2010       |
| 2011 | Borderline                | Dustin Rees                                                      | CH 2011       |
| 2012 | La Nuit de l'Ours         | Samuel und Fred Guillaume                                        | CH 2012       |
| 2013 | The Kiosk                 | Anete Melece                                                     | CH 2013       |
| 2014 | Aubade                    | Mauro Carraro                                                    | CH 2012       |
| 2015 | D'ombres et d'ailes       | Elice Meng, Eleonora Marinoni                                    | CH/FR 2015    |
| 2016 | Analysis Paralysis        | Anete Melece                                                     | CH 2016       |
| 2017 | In a Nutshell             | Fabio Friedli                                                    | CH 2017       |
| 2018 | Drôle de poisson          | Krishna Chandran A. Nair                                         | CH 2017       |
| 2019 | Le dernier jour d'automne | Marjolaine Perreten                                              | CH/BE/FR 2019 |
| 2020 | Signs                     | Dustin Rees                                                      | CH 2020       |
| 2021 | Ecorce                    | Samuel Patthey, Silvain Monney                                   | CH 2020       |
| 2022 | La reine des renards      | Marina Rosset                                                    | CH 2022       |
| 2023 | La colline aux cailloux   | Marjolaine Perreten                                              | CH 2023       |
| 2024 | Dieter                    | Rolf Broennimann                                                 | CH 2024       |

High Swiss Risk:
| Jahr | Filmtitel                             | Preisträger                                           | Land und Jahr |
| 2010 | Cronache marxiane                     | Laura Solari                                          | CH 2009       |
| 2011 | Logged In                             | Stephanie Cuérel, Joshua Schaub                       | CH 2010       |
| 2012 | Zmitzt drin                           | Cecile Brun                                           | CH 2011       |
| 2013 | Washed Ashore                         | Jonas Ott                                             | NL 2012       |
| 2014 | Cyclopèdes                            | Mathieu Epiney                                        | CH 2014       |
| 2015 | Ivan's Need                           | Veronica L. Montaño, Manuela Leuenberger, Lukas Suter | CH 2015       |
| 2016 | Analysis Paralysis                    | Anete Melece                                          | CH 2016       |
| 2017 | Living Like Heta                      | Bianca Caderas, Isabella Luu, Kerstin Zemp            | CH 2017       |
| 2018 | SELFIES                               | Claudius Gentinetta                                   | CH 2018       |
| 2019 | KIDS                                  | Michael Frei                                          | CH 2019       |
| 2020 | Little Miss Fate                      | Joder von Rotz                                        | CH 2020       |
| 2021 | Jeroboam                              | Bianca Caderas                                        | DE 2020       |
| 2022 | Manchmal weiss ich nicht wo die Sonne | Samantha Aquilino                                     | CH 2021       |
| 2023 | Pipes                                 | Kilian Feusi, Jessica Meier, Sujanth Ravichandran     | CH 2022       |
| 2024 | La Perra                              | Carla Melo Gampert                                    | CO/CH 2023    |

Award „Best Kids“:
Best Kids:
| Jahr | Filmtitel                                          | Preisträger | Land und Jahr |
| 2009 | The Incredible Story of My Great Grandmother Olive | Alberto Rodriguez                                                                                              | GB 2009       |
| 2010 | Der präzise Peter                                  | Martin Schmidt                                                                                                 | DE 2010       |
| 2011 | Fluffy Mc Cloud                                    | Conor Finnegan                                                                                                 | IE 2010       |
| 2012 | Zing                                               | Kyra Buschor, Cynthia Collings                                                                                 | DE 2012       |
| 2013 | Hedgehogs and the City                             | Evalds Lacis                                                                                                   | LV 2013       |
| 2014 | Pik Pik Pik                                        | Dmitry Vysotskiy                                                                                               | RU 2014       |
| 2015 | Lila                                               | Carlos Lascano                                                                                                 | AR/ES 2014    |
| 2016 | L'arbre                                            | Lucie Sunkova                                                                                                  | FR/CZ 2015    |
| 2017 | Ethnophobia                                        | Joan Zhonga | AL/GR 2016    |
| 2018 | Fruits of Clouds                                   | Kateřina Karhánková                                                                                            | CZ 2017       |
| 2019 | The Bird and the Whale                             | Carol Freeman                                                                                                  | IE 2018       |
| 2020 | Avec le do de la cuillère                          | Laurent Wassouf, Clément Crosnier, Edgard Cros, Theoline Chapas, Nolwenn Pétereau, Nedellec Anouk, Lucas Ancel | FR 2019       |
| 2021 | Le cri                                             | Charlotte Chouisnard, Ninon Dodemant, Baptiste Leclerc, Solène Michel, Justine Parasote, Anouk Segura-Diaz     | FR 2020       |
| 2022 | LOOP                                               | Pablo Polledri                                                                                                 | ES 2021       |
| 2024 | Bubbles                                            | Lezhi Xiao | CN 2023       |

Kinderpublikumspreis:
| Jahr | Filmtitel                                          | Preisträger                                                               | Land und Jahr |
| 2009 | The Incredible Story of My Great Grandmother Olive | Alberto Rodriguez                                                         | GB 2009       |
| 2010 | Der präzise Peter                                  | Martin Schmidt                                                            | DE 2010       |
| 2011 | Fluffy Mc Cloud                                    | Conor Finnegan                                                            | IE 2010       |
| 2012 | Zing                                               | Kyra Buschor, Cynthia Collings                                            | DE 2012       |
| 2013 | Hedgehogs and the City                             | Evalds Lacis                                                              | LV 2013       |
| 2014 | Le vélo de l’éléphant                              | Olesya Shchukina                                                          | FR/BE, 2014   |
| 2015 | Johnny Express                                     | Kyungmin Woo                                                              | KR 2014       |
| 2016 | Taking the Plunge                                  | Elizabeth Ku-Herrero, Nicolas Manfredi, Marie Raoult, Thaddaeus Andreades | US 2015       |
| 2017 | Ethnophobia                                        | Joan Zhonga                                                               | AL/GR 2016    |
| 2018 | Pinguin                                            | Julia Ocker                                                               | DE 2017       |
| 2019 | Elefant                                            | Julia Ocker                                                               | DE 2018       |
| 2020 | Apple Tree Man                                     | Alla Vartanyan                                                            | RU 2020       |
| 2021 | Ink                                                | Joost van den Bosch, Erik Verkerk                                         | NL 2020       |
| 2022 | LOOP                                               | Pablo Polledri                                                            | ES 2021       |
| 2024 | THE SWINEHERD                                      | Magnus Igland Møller, Peter Smith                                         | DK 2023       |

Weitere Kategorien:
Badener Ehrenpreis:
| Jahr | Filmtitel    | Preisträger   | Land und Jahr |
| 2015 | Tik Tak      | Ülo Pikkov    | EE 2015       |
| 2016 | Blind Vaysha | Theodor Ushev | CA 2016       |

Eine Auswahl ist jeweils unter dem Namen Fantoche on Tour in verschiedenen Schweizer Städten zu sehen.